# Jonathan Soriano
Jonathan Soriano Casas uváděný i jako Jonatan Soriano (* 24. září 1985, El Pont de Vilomara i Rocafort, Španělsko) je španělský fotbalový útočník a bývalý mládežnický reprezentant, který hraje v současnosti za rakouský klub FC Red Bull Salzburg.

## Úspěchy

### Individuální
- 1× nejlepší střelec Evropské ligy (2013/14 – 8 gólů v dresu FC Red Bull Salzburg)[2]
- 1× nejlepší střelec rakouské Bundesligy (2013/14 – 31 gólů v dresu FC Red Bull Salzburg)